# Edmond Alphandéry
 (juillet 2017).
Si vous disposez d'ouvrages ou d'articles de référence ou si vous connaissez des sites web de qualité traitant du thème abordé ici, merci de compléter l'article en donnant les références utiles à sa vérifiabilité et en les liant à la section « Notes et références ».
Pour les articles homonymes, voir Alphandéry.
Edmond Alphandéry, né le 2 septembre 1943 à Avignon (Vaucluse), est un homme politique français.

## Biographie

### Jeunesse et études
Edmond Alphandéry effectue ses études supérieures à l'Institut d'études politiques de Paris, où il étudie l'économie sous la férule de Raymond Barre. Ce dernier l'aide alors à obtenir la bourse Fulbright, ce qui lui permet d'aller étudier à l'université de Chicago (1967-1968). Il est reçu à l'agrégation d'économie en 1971.

### Parcours professionnel
Docteur en sciences économiques (1969), professeur émérite à l'Université Paris II - Panthéon Assas, il est député UDF de Maine-et-Loire de 1978 à 1993.

### Parcours politique
Conseiller général du Canton de Longué-Jumelles (Maine-et-Loire) de 1976 à mars 2008, Président du conseil général de Maine-et-Loire (1994-1995) il fut maire de Longué-Jumelles (Maine-et-Loire) de 1977 à mars 2008.

#### Ministre de l'Économie
Il est ministre de l'Économie de 1993 à 1995 au sein du gouvernement Balladur. Il a pour directeurs de cabinet Christian Noyer, plus tard gouverneur de la Banque de France puis Patrice Vial, ancien inspecteur général des finances.

### Autres activités
- Président d'EDF de 1995 à 1998
- Président du conseil d'administration de CNP Assurances et de CNP International de juillet 1998 à juin 2012